# Henri Donnedieu de Vabres
Henri Donnedieu de Vabres (Nîmes, 8 luglio 1880 – Parigi, 14 febbraio 1952) è stato un giurista francese che ha preso parte ai processi di Norimberga dopo la seconda guerra mondiale. È stato il principale giudice francese durante il procedimento, con Robert Falco come suo sostituto.

## Biografia
Prima della guerra, aveva tenuto una campagna per la costituzione di un Tribunale Penale Internazionale, in quel periodo era professore di diritto penale all'Università di Parigi. Divenne anche direttore dell'Istituto di Criminologia di Parigi. Più tardi, nel 1947, avrebbe nuovamente presentato la sua idea iniziale di un Comitato per lo sviluppo progressivo del diritto internazionale e del codice dentro le Nazioni Unite.
Nel 1935, Donnedieu accettò un invito a Berlino da Hans Frank, avvocato personale di Hitler e in seguito governatore generale della Polonia occupata, per discutere dell'idea di un tribunale penale internazionale.
Durante i processi, Donnedieu è stato notato per aver protestato contro le accuse di cospirazione per entrare in guerra poiché riteneva che fosse un'accusa troppo ampia e generica per essere usata in un processo così monumentale. Come corollario di questo punto di vista, protestò con forza contro la condanna del colonnello generale Alfred Jodl, affermando che si trattava di un errore giudiziario per il militare professionista l'essere condannato, nel momento che non aveva alcuna fedeltà al nazismo. Jodl è stato successivamente scagionato postumo da un tribunale tedesco, citando la dichiarazione di Donnedieu.
Il 28 febbraio 1953, un tribunale di denazificazione della Germania occidentale dichiarò Jodl non colpevole di violazione del diritto internazionale. Questa dichiarazione di non colpevolezza fu ribaltata il 3 settembre 1953 dal Ministro per la Liberazione politica della Baviera. Il suo segretario al processo era Yves Beigbeder.
Donnedieu è stato anche il suggeritore dell'uso di un plotone di esecuzione come modo più onorevole per giustiziare i colpevoli, anche se è stato fortemente contestato da Francis Biddle e Iona Nikitchenko.
Insieme a Lemkin, l'accademico che ha ideato il termine genocidio nel suo libro del 1944 Axis Rule in Occupied Europe, e Vespasian V. Pella, fu consultato da John Peters Humphrey per preparare il progetto di un Segretariato delle Nazioni Unite per la Convenzione sul genocidio.
Donnedieu morì a Parigi nel 1952. Suo nipote Renaud Donnedieu de Vabres è stato Ministro della Cultura francese negli anni 2004-2007.